# Plobannalec-Lesconil
Plobannalec-Lesconil (bretonisch Pornaleg-Leskon) ist eine französische Gemeinde im Département Finistère mit 3.694 Einwohnern (Stand 1. Januar 2022).

## Lage
Der Ort befindet sich im Südwesten der Bretagne an der Atlantikküste. Sie gehört zur historischen Landschaft Cornouaille.
Quimper liegt 22 Kilometer nordöstlich, Brest 64 Kilometer nördlich und Paris etwa 500 Kilometer östlich (Angaben in Luftlinie).

## Verkehr
Bei Quimper, der Hauptstadt des Departements Finistère, befindet sich die nächste Abfahrt an der Schnellstraße E 60 im Abschnitt Brest-Nantes und ein Bahnhof an der überwiegend parallel verlaufenden Bahnlinie (TGV). Der Bahnhof von Brest ist Endpunkt des TGV Atlantique aus Paris.
Der nächste Regionalflughafen Quimper – Cornouaille mit Anschlussflügen nach Paris ist etwa 22 Kilometer von Lesconil entfernt. Weitere Regionalflughäfen sind der Aéroport Brest-Bretagne und der Flughafen Lorient Bretagne Sud bei Lorient. Plobannalec-Lesconil ist ein Doppelort: die Teilorte Plobannalec (Bauerndorf) und Lesconil (Fischerdorf mit kleinem Hafen) liegen drei km auseinander. Neun Kilometer entfernt liegt die nächste Stadt Pont-l’Abbé, der Hauptort der Gegend, die Pays Bigouden (das Land der Bigoudens) genannt wird.

## Bevölkerungsentwicklung
| Jahr                       | 1962 | 1968 | 1975 | 1982 | 1990 | 1999 | 2010 | 2017 |
| Einwohner                  | 2916 | 2831 | 2835 | 2844 | 3022 | 3007 | 3332 | 3474 |
| Quellen: Cassini und INSEE |      |      |      |      |      |      |      |      |

## Sehenswürdigkeiten
Siehe auch: Liste der Monuments historiques in Plobannalec-Lesconil
Der Dolmen von Kervignon, die Dolmen von Kervadol und die Dolmen von Quélarn sind Megalithanlagen nahe der Gemeinde.
Die hier aufgefundene eisenzeitliche Stele von Kervadol wird im Museum Quimper aufbewahrt.

### Ortsteil Plobannalec
Im landeinwärts liegenden, historisch bäuerlichen und katholischen Ort Plobannalec wurde 1876 bzw. 1889 die Église Saint Alour errichtet. Namenspatron ist der bereits 462 verstorbene dritte Bischof von Quimper Saint Alour (auch Saint Alar oder Alor de Quimper). Der Haupteingang dieser Kirche wurde architektonisch dem Haupteingang von Notre Dame in Paris nachempfunden.

### Ortsteil Lesconil
Der Ortsteil Lesconil ist ein Fischerhafen. Die Einwohner dieser Ortschaft waren früher Fischer und Seeleute und nicht katholisch. Politisch standen die Bewohner von Lesconil links und gaben ihren Schiffen Namen wie Karl Marx usw. Sehenswert ist die schlichte
- Église Notre Dame de la Mer[2]
- St-Brieuc de Plonivel, die im Kern mittelalterliche Kapelle des Ortsteils Plonivel
- Manoir de Kerlut, heute Bestandteil einer Ferienanlage
- Le sémaphore de Lesconil, ein historisches technisches Denkmal. Die optische Telegrafiekette installierte Ende des 18. Jahrhunderts Claude Chappe zuerst in Frankreich.[3]
- Der Phare (men ar groaz) von Lesconil. Dieser Leuchtturm (Phare) wurde grün bemalt. Wenn ein Schiff von See kommend in ein Fahrwasser einfährt, ist seine rechte Seite die Steuerbordseite und zugleich die Steuerbordseite des Fahrwassers und daher grün gekennzeichnet.[4]
- Die Fete de la langoustine in Lesconil findet jährlich am zweiten Samstag im August am Hafen mit ca. 15.000 Besuchern statt. Neben Krustentiergerichten wird ein kostenfreies Open-Air-Konzert angeboten.[5]

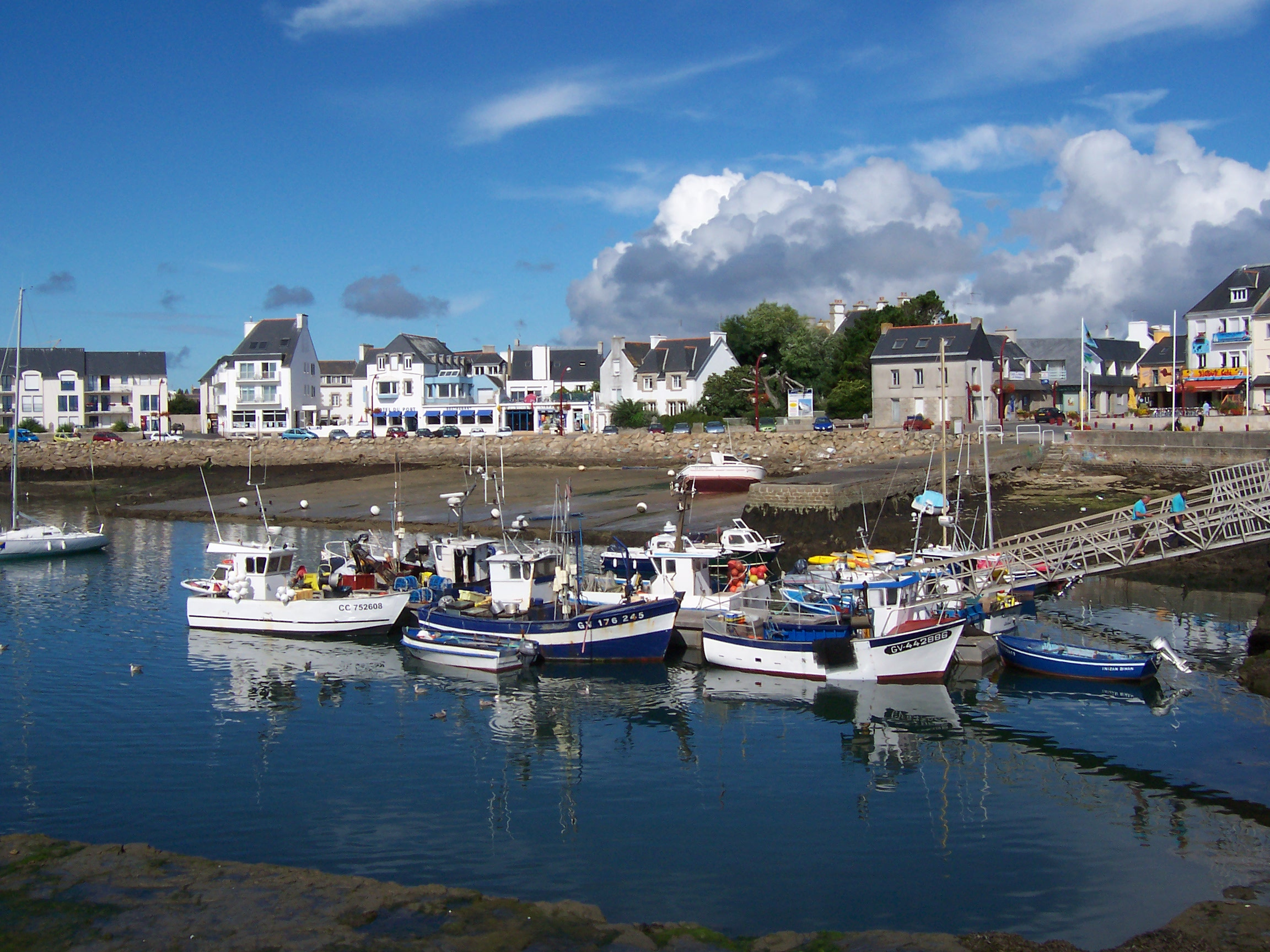
Hafenbecken der Ortschaft Lesconil
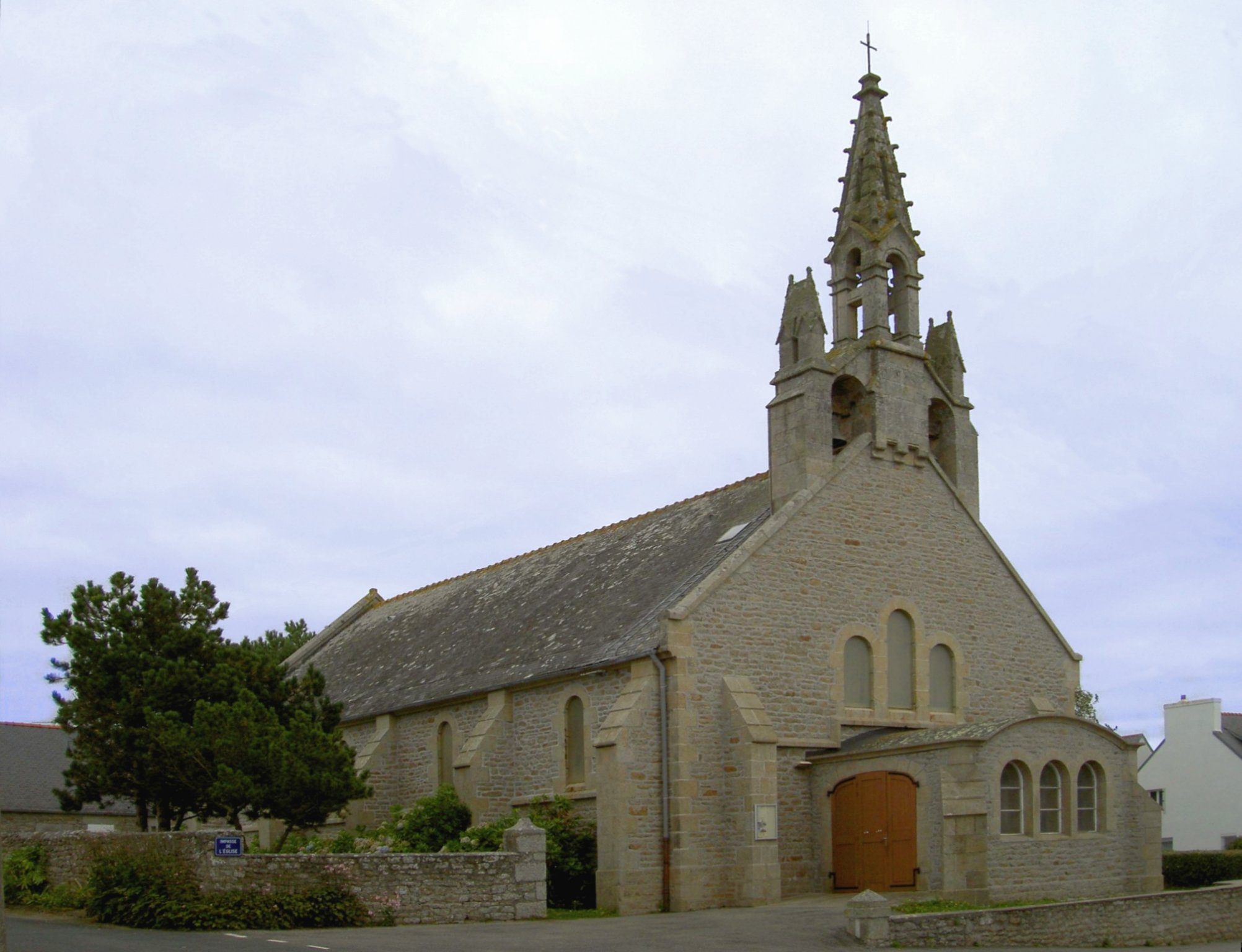
Kirche Notre Dame da la mer von Lesconil
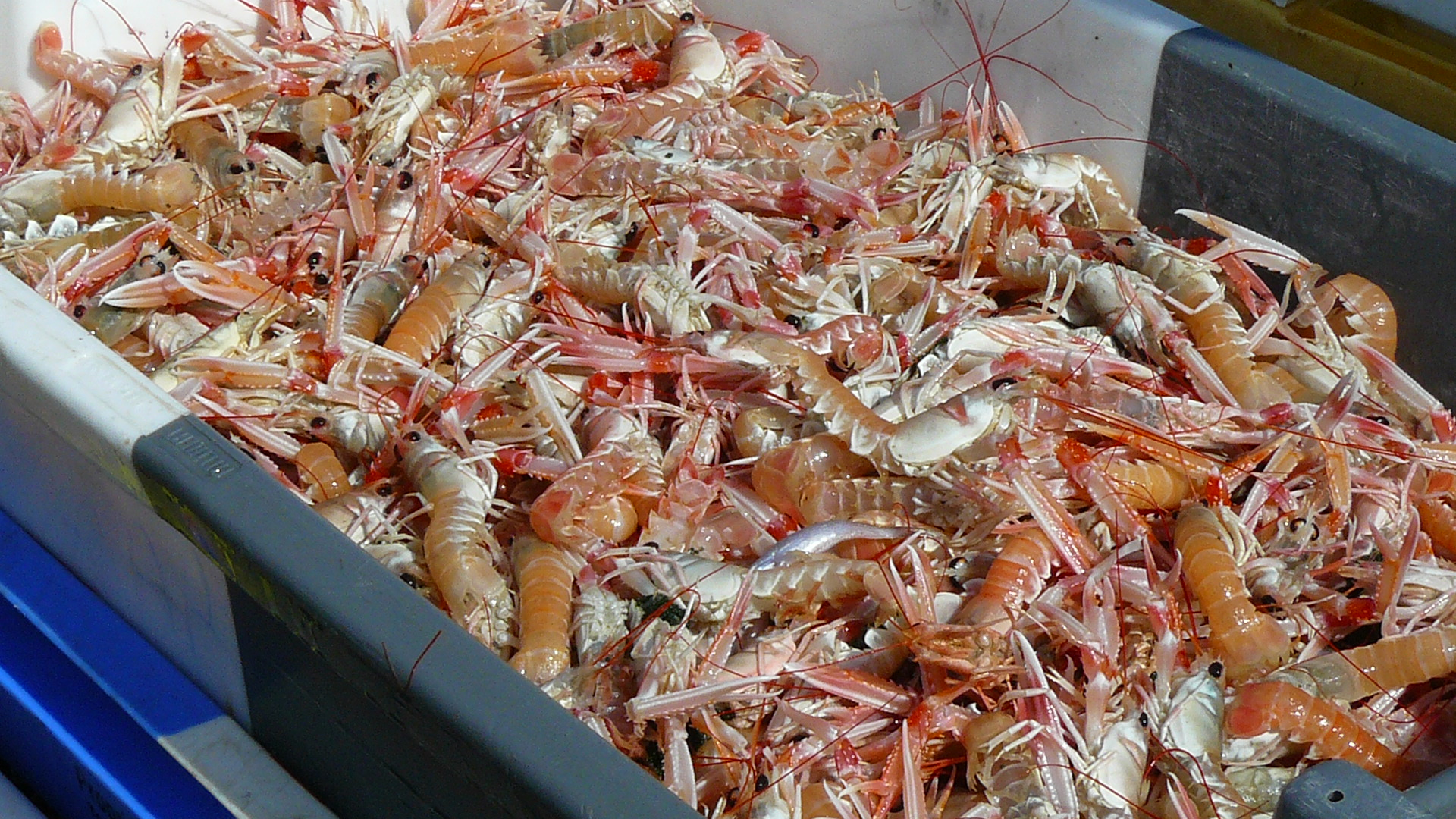
Langoustinen in Lesconil
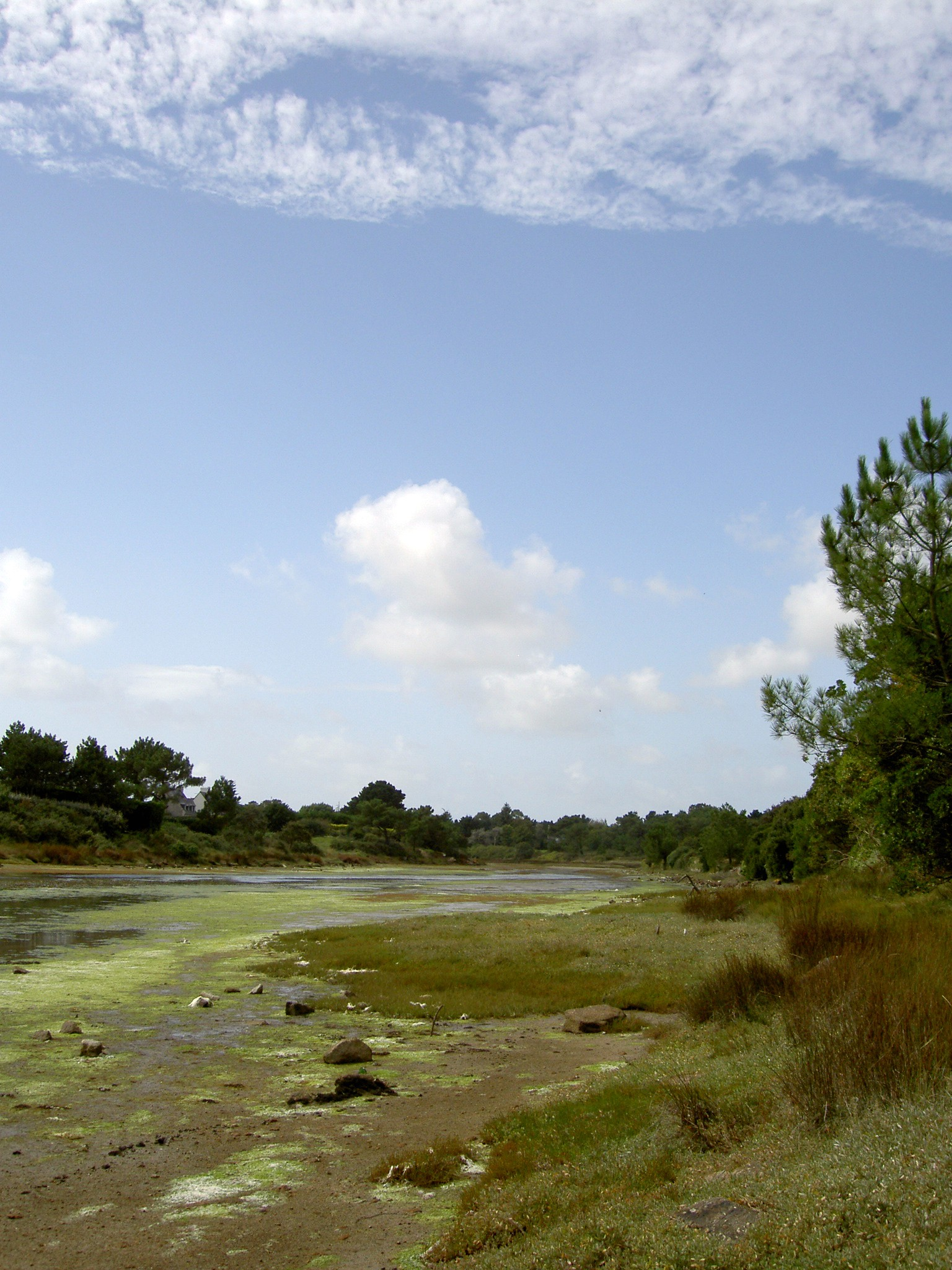
Le Steir, ria (Fluss) von Plobannalec-Lesconil
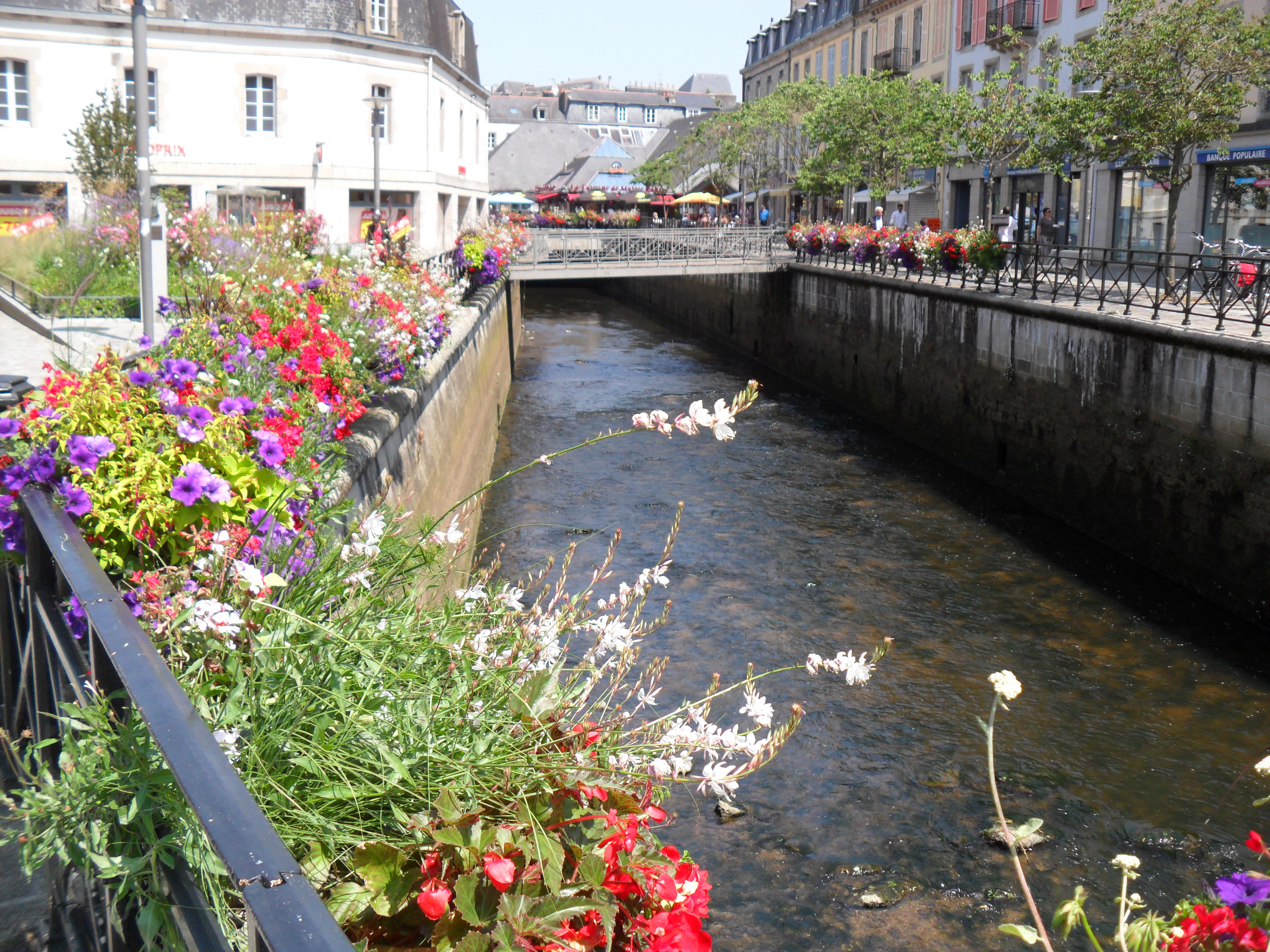
Der Fluss Steir bei Quimper
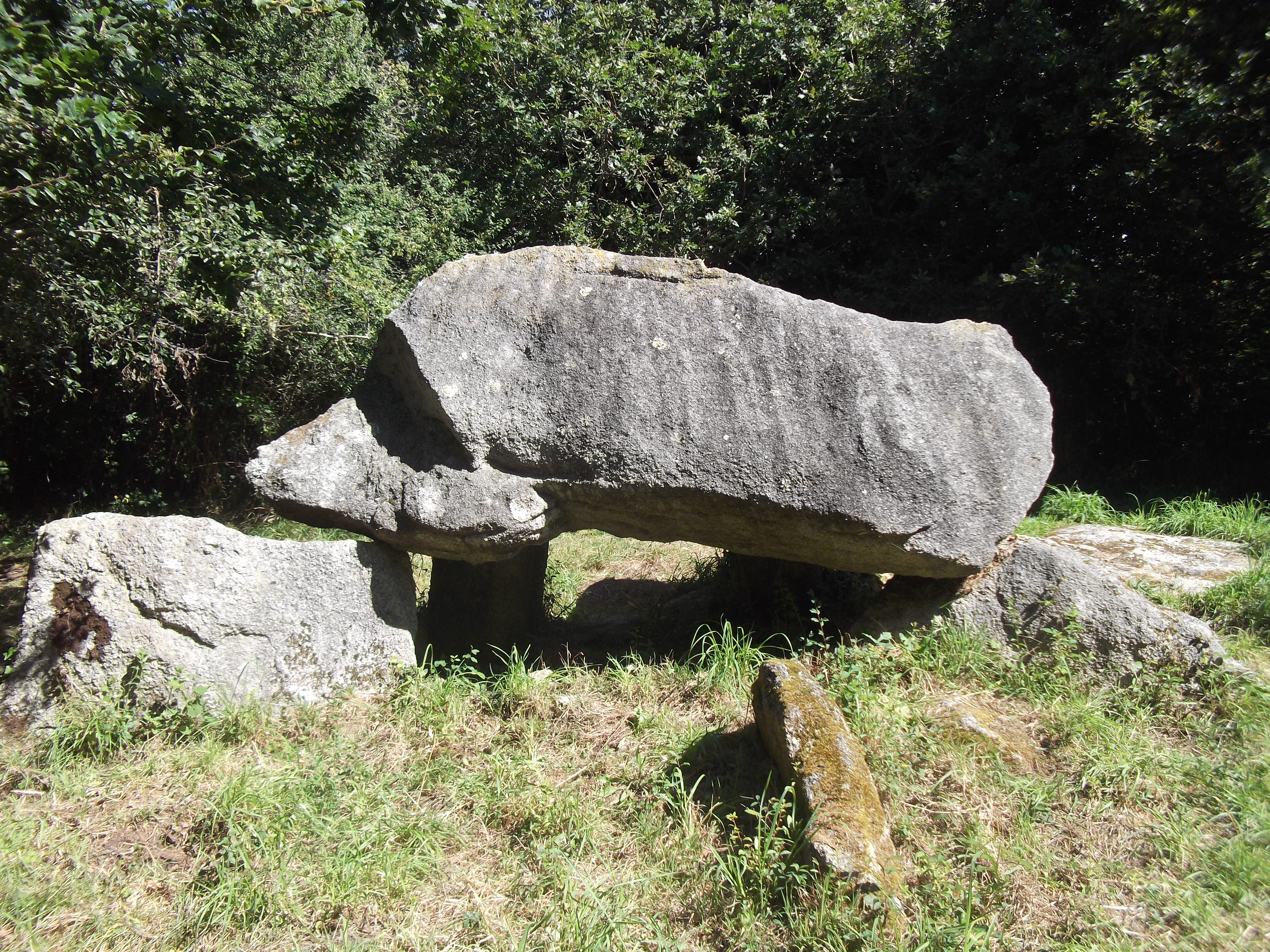
Dolmen von Tronval
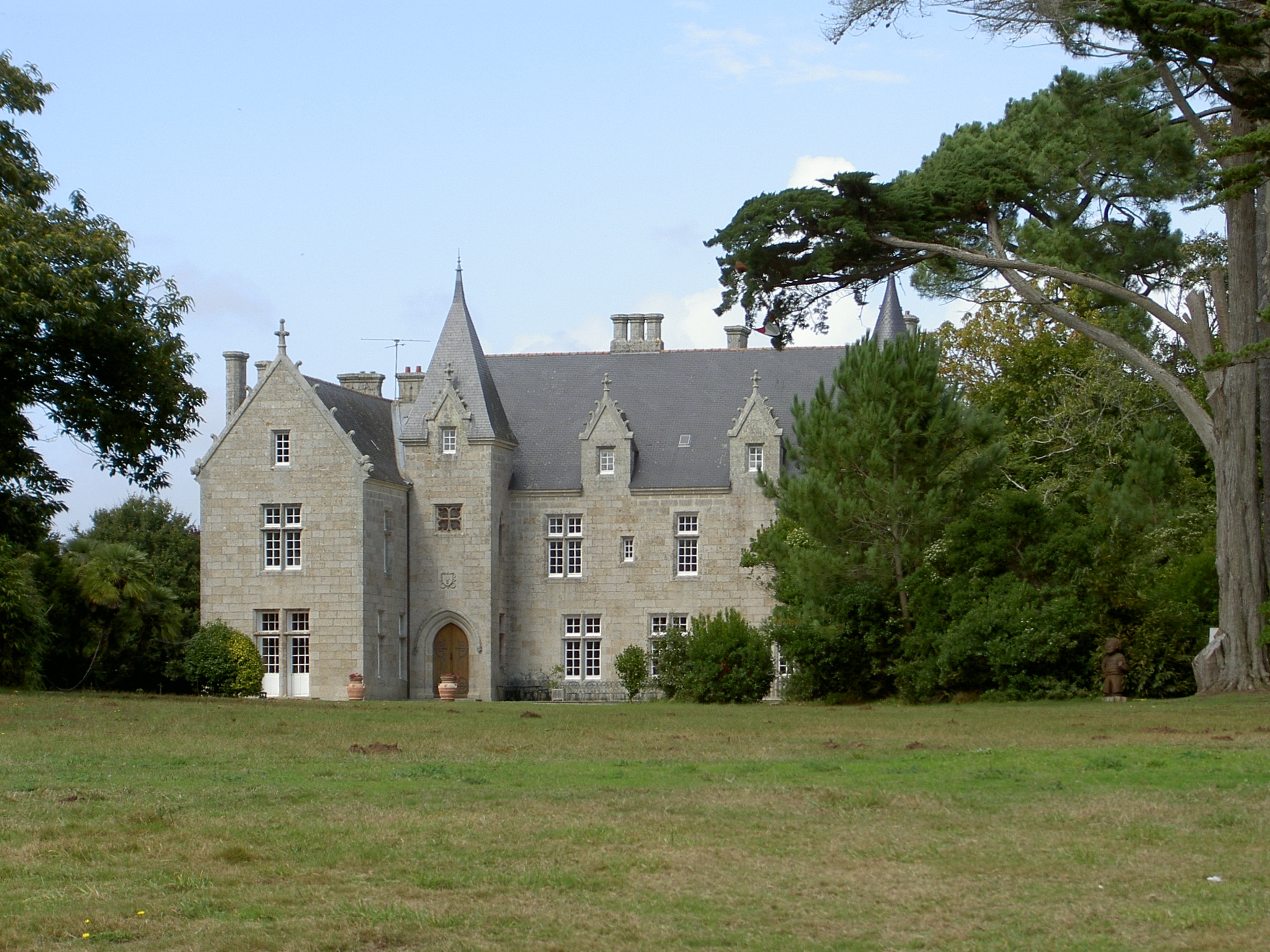
Manoir Kerlut bei Lesconil
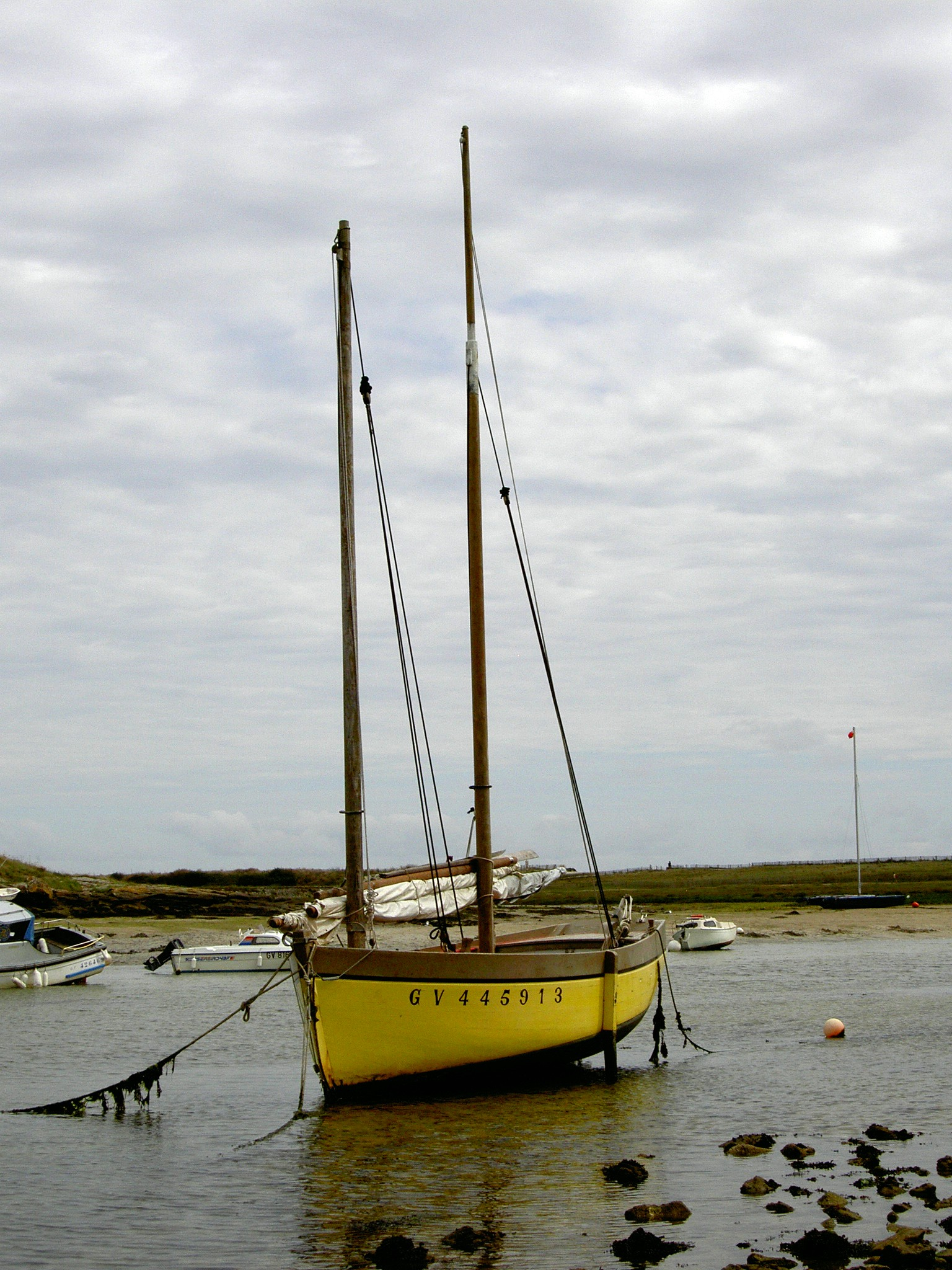
Historischer Nachbau eines Sardinenfangbootes
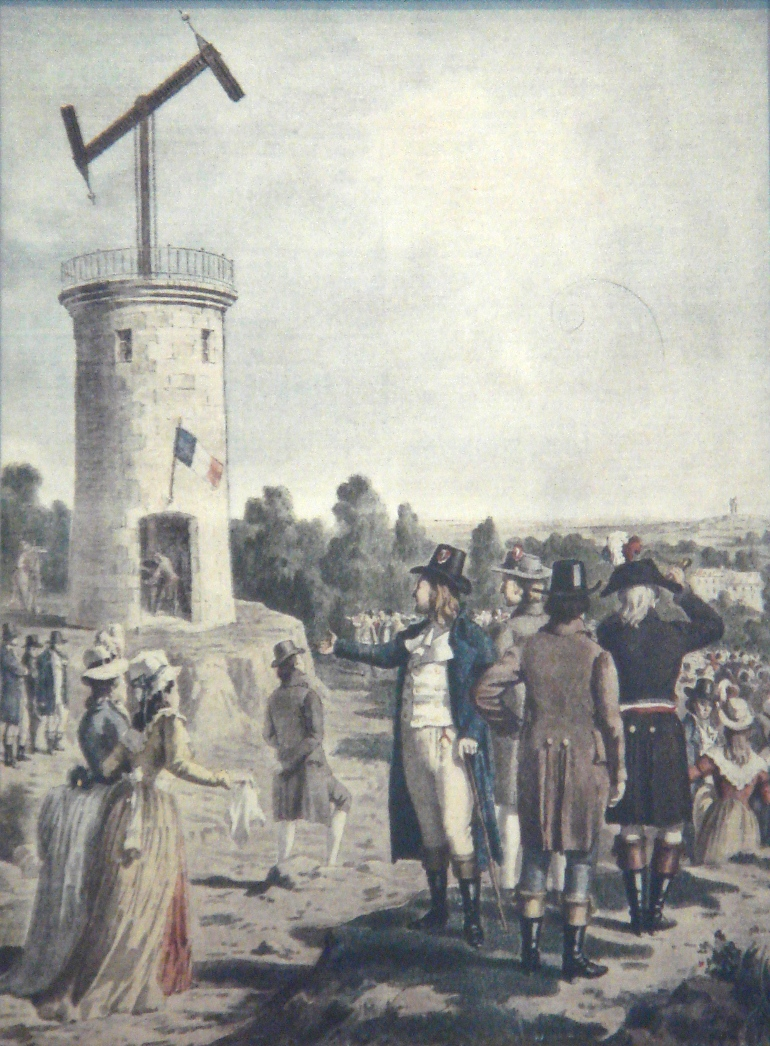
Sémaphore im Einsatz
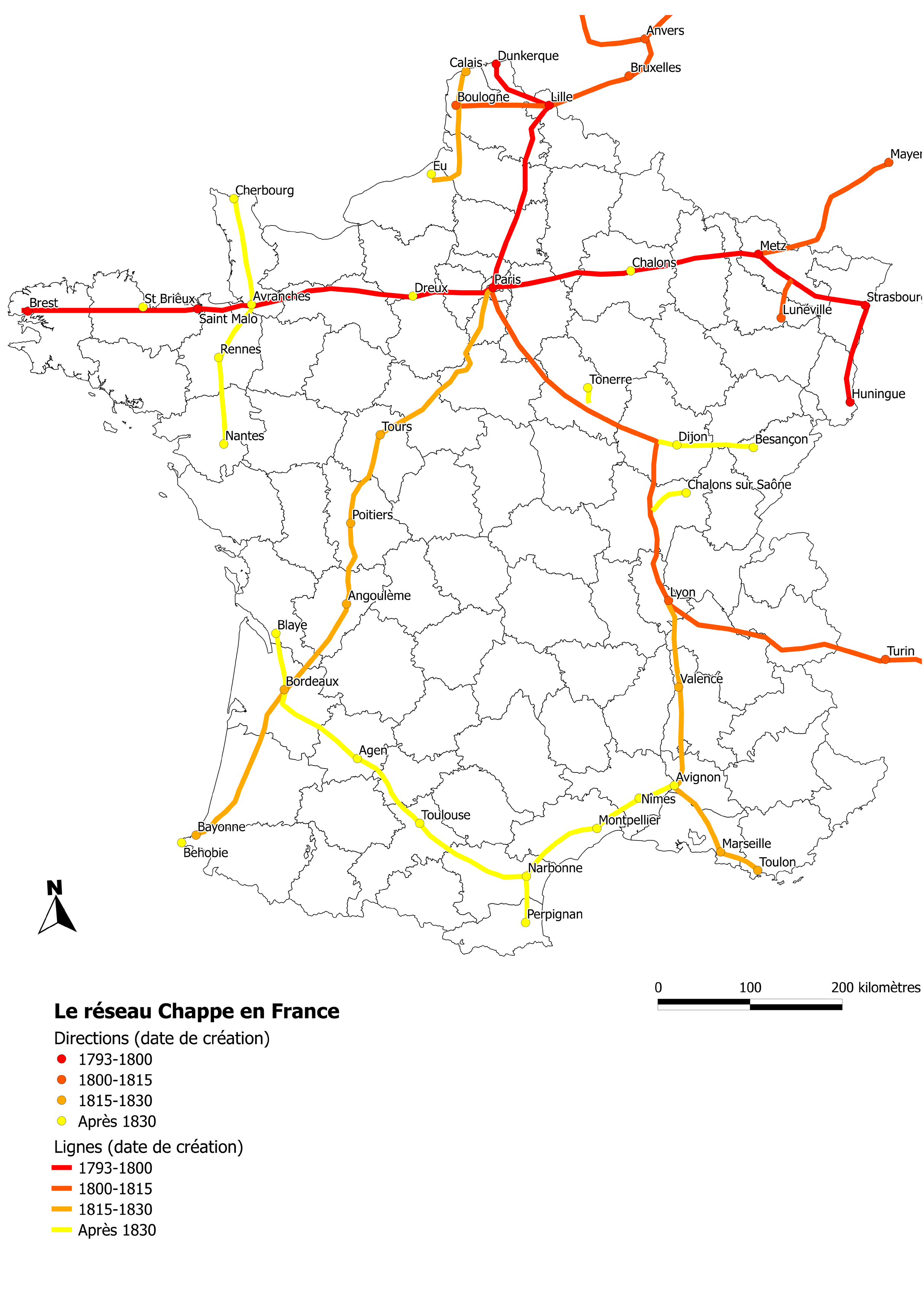
Historische optische Nachrichtenkette mit Sémaphoren in Frankreich